# The Outlaw Torn
«The Outlaw Torn» es la última canción del disco Load de 1996 de la banda de thrash metal/heavy metal Metallica.
La letra de la canción trata principalmente de alguien que espera y busca a otra persona anhelada, sin encontrarla.
La grabación original del tema dura 10:49, pero debido a que no se podía incluir completa en el disco ésta tuvo que ser recortada. La versión completa finalmente fue publicada como un lado B de uno de los sencillos de The Memory Remains.
Esta canción fue incluida en el disco doble de 1999 S&M en conjunto con la Orquesta Sinfónica de San Francisco.

## Créditos
- James Hetfield: voz, guitarra rítmica, segundo solo de guitarra
- Kirk Hammett: guitarra líder
- Jason Newsted: bajo eléctrico, coros
- Lars Ulrich: batería, percusión

- Datos: Q6144987